# Quick Heal
Quick Heal Technologies Ltd. – indyjskie przedsiębiorstwo specjalizujące się w produkcji oprogramowania zabezpieczającego. Zostało założone w 1995 r., a w 2007 r. zmieniło nazwę na Quick Heal Technologies Pvt. Ltd.